# Torre (famiglia)
I 'Torriani o della Torre sono una famiglia milanese di origine reale, originata dai sovrani Carolingi.

## Storia
Non si conoscono i nomi dei capostipiti in Italia. Erano fratelli figli di un signore detto Della Torre che, esiliati dalla Francia, si rifugiarono in Italia dove presero in spose le figlie di un Tazio o Taccio signore della Valsassina, gli successero come conti acquisendo il cognome Della Torre e per rimarcare la propria ascendenza innalzarono nel proprio blasone i gigli, propri dei Carolingi. In Milano sette principi della famiglia governarono diversi anni.

### Il ramo siciliano
La famiglia fu portata in Sicilia da due fratelli, Bernardo,cavaliere di gran valore, maggiordomo di Martino I di Sicilia e Martino,secondo consigliere di Ferdinando II di Aragona. 

### XVII secolo
Un Bartolomeo fu senatore in Catania e deputato del regno. Un Francesco fu giurato di Caltagirone e capitano di giustizia. Un Antonio fu governatore del Monte di Pietà in Palermo. Ad un Carlo, con diploma dato a 22 febbraio 1644, fu concesso il titolo di barone. Un Alessandro fu senatore di Catania. Ad un Francesco, con diploma del 19 agosto 1664, venne concesso il titolo di principe della Torre, suo figlio, Orazio, fu giudice e presidente della Gran Corte della Vicaria, presidente del concistoro, luogotenente del Gran giustiziere, deputato, governatore di Milano nel 1671 e acquistò Tusa nel 1669.

### XVIII secolo
Un Orazio fu deputato e vescovo di Mazara del Vallo nel 1792. Un Giulio fu governatore del Monte di Pietà di Palermo e senatore dal 1790 al 1791. Un Giuseppe La Torre Scoma (... - 1790) fu governatore di Siracusa.

## Arma
D'azzurro, alla torre d'argento accostata da due leoni affrontati e controrampanti d'oro, sormontata da tre gigli dello stesso ordinati in fascia, col capo d'oro caricato dall'aquila bicipite spiegata di nero.